# 小行星4860
小行星4860（英語：4860 Gubbio）是一颗围绕太阳公转的小行星。1987年3月3日，愛德華·鮑威爾在可可尼诺县发现了此天体。
这颗小行星的绝对星等为14.96642254758894等。